# 940 до н. е.

## Події
- Му-ван напав на Сюй, де відбувся заколот дев'яти армій. На сході він досяг Цзюцзян і, згідно з легендою, спорудив міст з черепах і крокодилів.